# Алексий Фил
Алексий Фил (на гръцки: Ἀλέξιος Φιλῆς) е византийски аристократ и генерал от XIII век.
Син е на Теодор Фил – управител на Солун и първи изтъкнат член на семейство Фили. Алексий се жени за Мария Палеологина Кантакузин, втората дъщеря на Йоан Кантакузин и Ирина-Евлогия, сестрата на император Михаил VIII Палеолог. През 1259 г. византийският император назначава Алексий Фил за велик доместик (главнокомандващ на армията) на мястото на Алексий Стратегопул, който е повишен в кесар след победите си срещу Епирското деспотство.
През 1262/1263 г. Фил е изпратен заедно с паракимомена Йоан Макрин в Морея на експедиция срещу Ахейското княжество, ръководена от севастократора Константин Палеолог. Византийските сили обаче са победени в битката при Приница и след като севастократорът заминал за Константинопол, Фил и Макрин били оставени начело на експедицията. Те обаче също са победени и пленени от ахейците в битката при Макриплаги. Фил умира в плен скоро след това.

## Цитирана литература
- Geanakoplos, Deno John (1959). Emperor Michael Palaeologus and the West, 1258–1282: A Study in Byzantine-Latin Relations. Cambridge, Massachusetts: Harvard University Press, OCLC 1011763434, https://books.google.com/books?id=MPscAAAAYAAJ
- * ((fr)) Guilland, Rodolphe (1967). Recherches sur les institutions byzantines, I. Berlin: Akademie-Verlag, архив на оригинала от 16 септември 2023, https://web.archive.org/web/20231009110115/https://ihtika.ru/book/download/guilland-r-recherches-sur-les-institutions-byzantines-i-3-1967-
- ((en)) Trapp, Erich (1991). Philes. – In: Kazhdan, Alexander (ed), Oxford Dictionary of Byzantium. Oxford and New York: Oxford University Press,  1650 – 1651, ISBN 0-19-504652-8, COBISS.BG-ID: 1107246820, https://archive.org/details/odb_20210521/mode/2up

|  | Тази страница частично или изцяло представлява превод на страницата Alexios Philes в Уикипедия на английски. Оригиналният текст, както и този превод, са защитени от Лиценза „Криейтив Комънс – Признание – Споделяне на споделеното“, а за съдържание, създадено преди юни 2009 година – от Лиценза за свободна документация на ГНУ. Прегледайте историята на редакциите на оригиналната страница, както и на преводната страница, за да видите списъка на съавторите. ВАЖНО: Този шаблон се отнася единствено до авторските права върху съдържанието на статията. Добавянето му не отменя изискването да се посочват конкретни източници на твърденията, които да бъдат благонадеждни. |